# چارلز ریچارد هاکستبل
چارلز ریچارد هاکستبل (انگلیسی: Charles Huxtable; ۲۲ ژوئیهٔ ۱۹۳۱ – ۲۶ نوامبر ۲۰۱۸) فرد نظامی اهل بریتانیا بود. وی همچنین برندهٔ جوایزی همچون نشان حمام و نشان امپراتوری بریتانیا شده‌است.